# Петрици, Себастьян

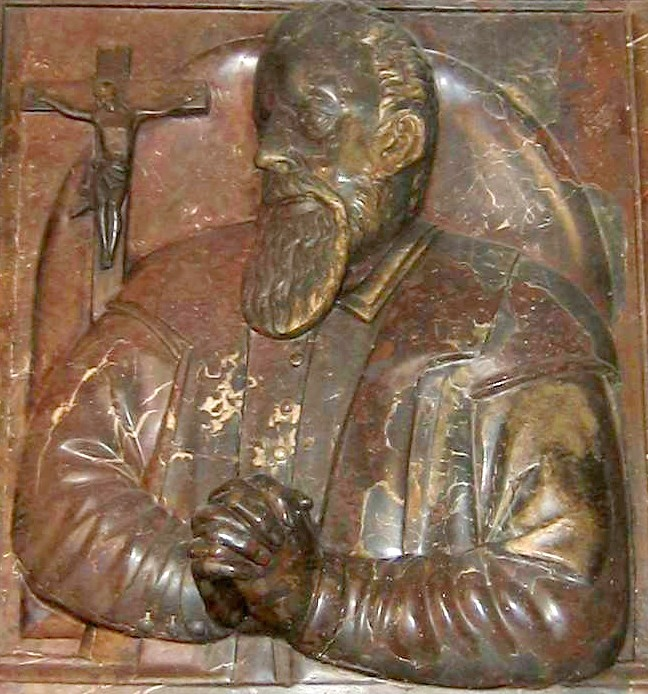
Памятная таблица Себастьяну Петрици в Кракове

Себастьян Петрици из Пильзна или Sebastianus Petricius Pilsnanus (пол. Sebastian Petrycy; 1554, Пильзно — 22 апреля 1626, Краков) — известный польский врач, автор медицинских трактатов, философ и переводчик. Доктор медицины.

## Биография
В 1583 году окончил отделение гуманитарных наук краковской академии (теперь Ягеллонский университет), в 1589—1590 г. продолжил образование в Падуанском университете, где воспринял идеи падуанской школы аверроистов. Здесь же получил степень доктора медицины.
В 1588 г. стал профессором риторики отделения гуманитарных наук академии в Кракове. В 1591 году переехал и осел во Львове, женился и открыл собственную врачебную практику. Через десять лет вернулся в Краков и стал личным врачом епископа краковского кардинала Б. Мациевского. Вскоре, Петрици знакомится и связывает свою судьбу с Мнишеками.
В 1606 году в составе свиты Марины Мнишек приехал на её свадьбу с Лжедмитрием I в Москву. 17 мая 1606 г. Лжедмитрий был убит, а находившиеся с ним в Москве поляки частью перебиты, частью взяты под стражу и разосланы по городам. Себастьяну Петрици чудом удалось избежать смерти в массовых убийствах поляков. Он был схвачен и до сентября 1607 года находился в заключении в тюрьме.
В 1607 году вернулся в Польшу и вновь занялся академической деятельностью. В 1608—1615 г. преподавал медицину в университете Кракова.

## Научная и литературная деятельность
Себастьян Петрици — представитель ренессансного аристотелизма в Польше. Перевел на польский язык «Этику» и «Политику» Аристотеля, а также псевдоаристотелеву «Экономику», сопроводив их обширным комментарием, в котором выразил свои философские и правовые взгляды. В истолковании этики Аристотеля проводил идеи стоицизма. В общественно-политической области выступал в защиту умеренной программы реформ. Влияние падуанской школы особенно сказалось в области медицины, в частности в стремлении Петрици объединить дедуктивные рассуждения с наблюдением и опытом.
Во время заключения в Москве перевел стихи Горация, изданные им в 1609 г. под псевдонимом Horatius Flaccus.
С. Петрици — один из создателей польской философской терминологии.

## Избранные сочинения
- De natura, causis, symptomatis morbi gallici eiusque curatione quaestio, (1591)
- Horatius Flaccus w trudach więzienia moskiewskiego na utulenie żalów… w lyryckich pieśniach zawarty, (1609)
- Instructia abo nauka, jak się sprawować czasu moru, (1613),
- D. Sebastianus Petricius medicus Gregorio Scrobkowicz jure-consulto, consuli crac. Zoilo suo sanam mentem P., (1613)